# Jean-François d'Orgeix
Jean-François d'Orgeix (Cap-d'Ail, 15 de abril de 1921-Toucy, 4 de julio de 2006) fue un jinete francés que compitió en la modalidad de salto ecuestre. Participó en dos Juegos Olímpicos de Verano en los años 1948 y 1952, obteniendo una medalla de bronce en Londres 1948 en la prueba individual.

## Palmarés internacional
| Juegos Olímpicos | Juegos Olímpicos      | Juegos Olímpicos  | Juegos Olímpicos |
| Año              | Lugar                 | Medalla           | Categoría        |
| ---------------- | --------------------- | ----------------- | ---------------- |
| 1948             | Londres (Reino Unido) | Medalla de bronce | Individual       |